# Biedaszki (powiat kętrzyński)
Biedaszki (niem. Biedasken, później Gross Neuhof) – wieś w Polsce położona w województwie warmińsko-mazurskim, w powiecie kętrzyńskim, w gminie Kętrzyn. Do 1954 roku istniała gmina Biedaszki. W latach 1975–1998 miejscowość należała administracyjnie do województwa olsztyńskiego.
W Biedaszkach funkcjonuje gminna szkoła podstawowa im. Janusza Korczaka. W kierunku północno-zachodnim od miejscowości znajduje się ujście Dajny do rzeki Guber. Przez Biedaszki przebiega droga  wojewódzka nr 594(DW594). Biedaszki miejscowość leżąca nad rzekami Dajną i Gubrem. W Biedaszkach zostały wyremontowane 2 mosty drogowe - jeden z nich, na trasie Biedaszki - Kętrzyn został przebudowany i odnowiony w roku 2003, natomiast na trasie Biedaszki - Św. Lipka- Reszel został wybudowany nowy most w roku 2005. W okolicy wybudowano dwie małe elektrownie wodne.
Do sołectwa Biedaszki należą wsie niesołeckie: Biedaszki Małe, Nowy Młyn, Smokowo i Trzy Lipy.

## Historia
Miejscowość powstała w roku 1458 jako majątek ziemski o powierzchni 18 włók. W 1817 roku we wsi było 20 domów i 145 mieszkańców. 
Szkoła podstawowa w Biedaszkach powstała 1 listopada 1945 roku i posiada od roku 2004 pracownię komputerową z dostępem do Internetu. W 2000 r. we wsi mieszkało 136 osób.